# Эвангьели, Пандели
Пандели Эвангьели (алб. Pandeli Evangjeli; 1859, Корча, Османская империя — 1949, там же, Народная Социалистическая Республика Албания) — албанский государственный, дипломатический и общественный деятель. 7-й и 18-1 Премьер-министр Княжества Албания (1921) и Албанского королевства в 1930—1935 годах. Активный участник борьбы за независимость Албании.
Первый православный христианин, возглавивший правительство Албании.

## Биография
Бо́льшую часть юности провёл среди албанской диаспоры Румынии. В 1896 году был соучредителем албанского патриотического клуба в Бухаресте, внёс большой вклад в создание «Комитета освобождения Албании». Вернувшись из Румынии П. Эвандьели в 1914 году работал префектом г. Корча.
После окончания Первой мировой войны был делегирован албанской диаспорой в Румынии своим представителем на Версальскую конференцию. После международного признания независимости Албании в 1920 году, занимал высокие государственные должности.
На выборах в апреле 1921 года стал членом Национального собрания Албании (Këshilli Kombëtar), а после принятия конституции 21 апреля 1921 года — председателем парламента.
16 октября 1921 года П. Эвандьели был назначен премьер-министром Княжества Албания. Менее чем через два месяца пребывания у власти был вынужден уйти в отставку, так как находился под сильным влиянием будущего короля Ахмеда Зогу. Его отставка вызвала кризис кабинета министров, который длился более месяца. Позже П. Эвандьели занимал различные государственные должности, в том числе функции министра иностранных дел.
В 1925 году стал членом Сената (Senati) и его первым президентом. На выборах в ноябре 1932 года и в январе 1937 года переизбран членом парламента и вновь занимал пост президента парламента ((1937—1939) (Kryetar i Parlamentit).
Во второй раз стал премьер-министром в марте 1930 года. Его правительство было вынуждено решать множество нарастающих внутренних проблем, непосредственной причиной его отставки в октябре 1935 года стал голод, охвативший страну.
В 1939 году после итальянской оккупации Албании П. Эвандьели ушёл из политики. Во время Второй мировой войны активной роли не играл.
Когда коммунисты пришли к власти в Албании, властями не преследовался, но был изгнан из столицы Тираны. П. Эвандьели поселился в Корче, где и умер.